# Inside Straight (Cannonball Adderley)
Inside Straight è il 16° album dal vivo di Julian Cannonball Adderley, pubblicato dalla Fantasy Records nel 1973.

## Tracce
Lato A
1. Introduction – 0:19
2. Inside Straight – 3:19 (Julian Cannonball Adderley, Nat Adderley)
3. Saudade – 7:59 (Walter Booker)
4. Inner Journey – 8:35 (Hal Galper)

Lato B
1. Snakin' the Grass – 6:35 (Hal Galper)
2. Five of a Kind – 5:39 (Nat Adderley)
3. Second Son – 6:29 (Hal Galper)
4. The End – 1:12 (Jilian Cannonball Adderley, Nat Adderley)

## Musicisti
Cannonball Adderley Sextet
- Julian Cannonball Adderley - sassofono alto
- Nat Adderley - cornetta
- Hal Galper - pianoforte
- Walter Booker - contrabbasso
- Roy McCurdy - batteria
- King Errisson - percussioni
- Bill Hall - voce introduttiva al concerto